# NGC 7538
إن جي سي 7538 (NGC 7538) هو سديم اشعاعي أقرب من سديم الفقاعة الأكثر شهرة على بعد حوالي 9,100 سنة ضوئية من الأرض. هي موطن أكبر نجم أولي مكتشف والتي هي أكبر 300 مرة من حجم النظام الشمسي. وهي تقع في ذراع حامل رأس الغول من درب التبانة وربما جزء من الكرسي إو بي 2 المعقدة. وهي منطقة نشطة من النجوم بما في ذلك عدة مضيئة القريبة من الأشعة تحت الحمراء بعيدة مصادر الأشعة تحت الحمراء.

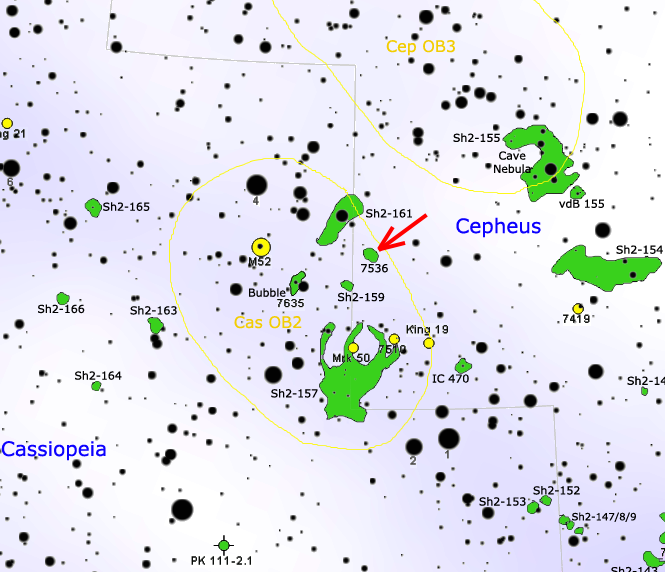
خريطة تبين موقع NGC 7538 (روبرتو مورا)